# История Туниса
История Туниса — события на территории современного Туниса с момента начала расселения там людей и до сегодняшнего дня.

## Доисторический период
На стоянке Вади-Лазалим нашли 1135 каменных артефактов индустрии Леваллуа возрастом от 300 тыс. л. н. до 130 тыс. л. н. (средний каменный век Африки).
На юго-западе Туниса возле Таузара найдены кремнёвые орудия эпохи палеолита возрастом 92 тыс. лет.
Черепа из местонахождения Айн Метерхем (Южный Тунис, 7,5—10 тыс. л. н.) выделены в афро-средиземноморский антропологический тип и имеют значительное сходство с черепом из Комб-Капелль во Франции.
В эпоху мезолита на территории Туниса существовала иберо-мавританская культура, которую сменила капсийская культура, потомками которых являются берберы — древнейшее население Туниса. Египтянам и грекам они были известны как ливийцы, а римлянам как нумидийцы.

## Античность

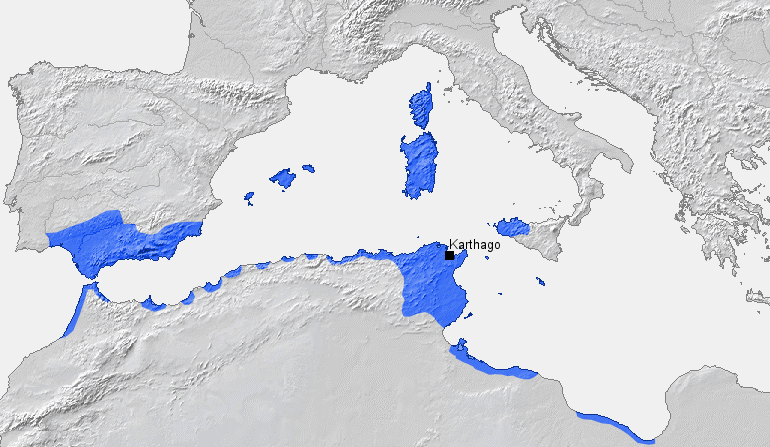
Карфагенская держава

В 814 году до н. э. колонистами из финикийского города Тира на территории современного Туниса был основан город Карфаген. С 700 по 409 годы до н. э. Секвенирование митохондриальной ДНК из 2500-летних костей жителя Бирсы (акрополя в Карфагене) показало, что у него была «европейская» митохондриальная гаплогруппа U5b2c1.
Карфаген боролся с Грецией за сферы влияния и торговые маршруты. При правлении династии Магонидов карфагеняне стали основной силой в Западном Средиземноморье, однако греки в битве при Гимере в 480 году до н. э. отобрали это преимущество. Стычки между греками и карфагенянами переместились с Сицилии в Тунис, когда в 311 году до н. э. греки захватили полуостров Кап-Бон. Карфаген стал основным соперником Римской республики в борьбе за контроль над западным Средиземноморьем в IV веке до н. э., которая вылилась в Первую Пуническую войну. Во Вторую Пуническую войну, продолжавшуюся с 218 по 202 года до н. э., Ганнибал перешёл через Альпы и атаковал Рим. Карфаген был разрушен в 146 году до н. э. в ходе Третьей Пунической войны, его территория стала римской провинцией Африка, а жители были проданы в рабство.

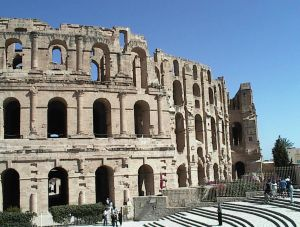
Ал-Джем: Римский амфитеатр в юго-западном Тунисе

В 44 году до н. э. Юлий Цезарь высадился в Тунисе, преследуя Помпея и Катона, которые заручились поддержкой нумидийского царя Юбы I. После победы Цезаря над мятежниками в битве при Тапсе, больша́я часть Нумидии была аннексирована Римом. За I и II века н. э. Карфаген был отстроен по приказу Августа, а также были основаны новые города, часто на месте старых поселений пунийцев. Развитие Северной Африки было ускорено после того, как Септимий Север стал первым африканским императором Рима в 193 году.

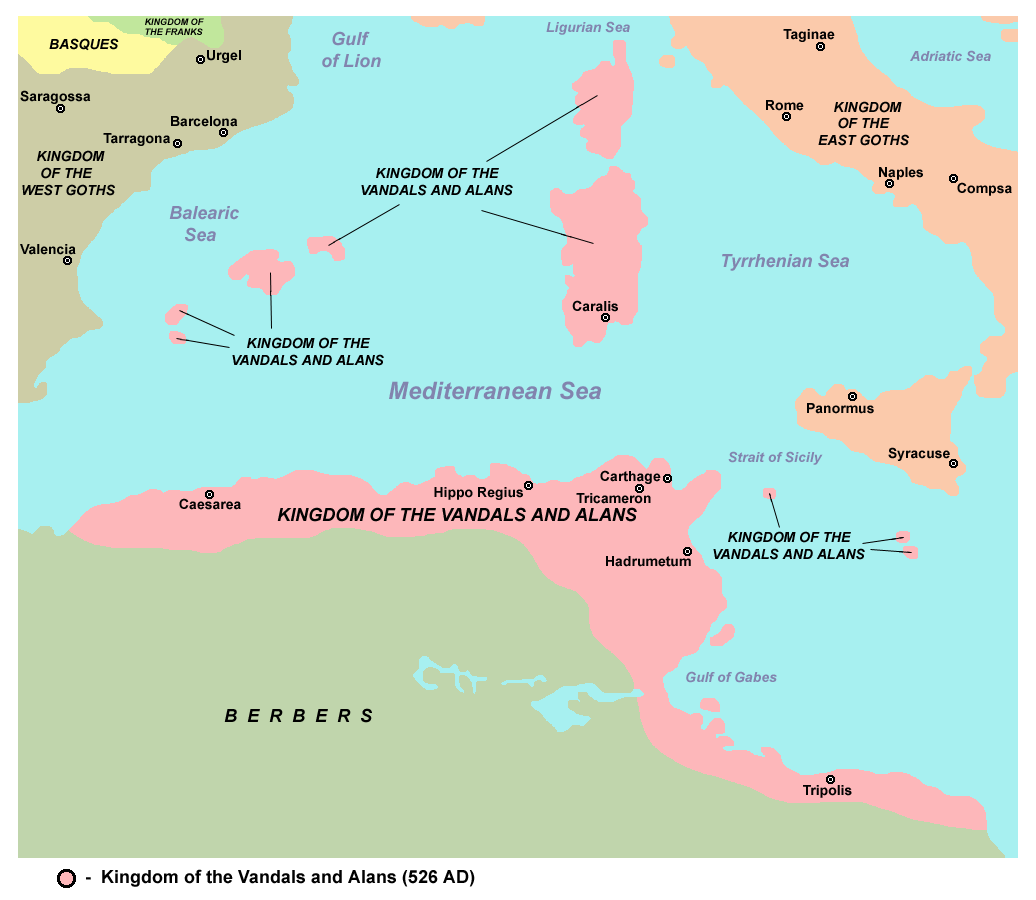
Королевство вандалов и аланов

В 238 году местные землевладельцы подняли в провинции крупномасштабное восстание, причиной которого послужили финансовые вымогательства римских чиновников. Восставшие вошли в Тисдр (современный Эль-Джем), где убили ненавистного прокуратора, а затем и провозглашённых императорами престарелого Гордиана I и его сына, Гордиана II, царствовавших всего 38 дней. В итоге восстание было подавлено силами, лояльными императору Максимину Фракийцу.
В 429 году северная Африка была захвачена у Западно-Римской империи вандалами. Тунис стал центром королевства вандалов и аланов, просуществавшего до 534 года, когда войска византийского императора Юстиниана I разгромили его. Более столетия земли будущего Туниса находились под властью Византийской империи.

## Средневековье

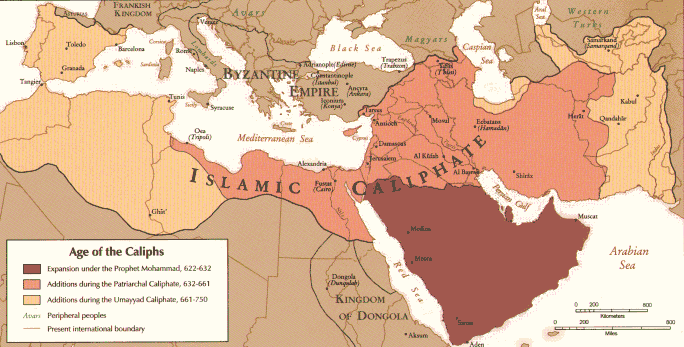
Арабский халифат

Арабская армия под командованием Укбы ибн Нафи вторглась на территорию Туниса в 670 году. Арабы основали город Кайруан и стали подчинять себе отдельные поселения христиан и берберов. В 698 году был взят и разрушен византийский Карфаген, на месте которого был построен арабский Тунис.

### Династия Аглабидов (800—909)
Через несколько поколений сформировалась местная арабская аристократия, недовольная вмешательством халифата в местные дела. Мелкое восстание 797 года приобрело более опасный характер, достигнув Кайруана. Губернатор, назначенный халифом не смог восстановить порядок, однако Ибрахим ибн Аглаб, лидер провинции, имевший хорошо дисциплинированную армию, положил конец мятежу. Он обратился к халифу Гаруну Аль-Рашиду с просьбой предоставить ему во владение Ифрикию, на что халиф ответил согласием. Ибрахим ибн Аглаб и его потомки, известные как Аглабиды, правили Тунисом, Триполитанией и восточным Алжиром от имени халифа с 800 до 909 года. Армия Аглабидов состояла из потомков арабов-завоевателей, обращённых в ислам берберов и чернокожих солдат-рабов. Административные посты занимали арабские и персидские иммигранты, а также некоторые христиане и евреи.

### Тунис между Аглабидами и Османами

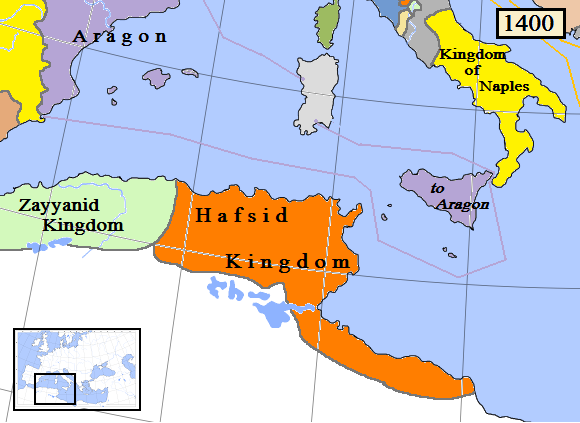
Тунис Хафсидов (XV век)

В начале X века на территории Ифрикии началось восстание исмаилитов во главе с Абу Абдаллахом и Убейдаллахом, исмаилитским имамом, объявившим себя потомком Али и Фатимы. В 909 году исмаилитская армия заняла город Кайруан, где Убейдаллах торжественно провозгласил себя халифом под именем аль-Махди (909—934). Первые годы нового государства ознаменовались длительными и упорными попытками завоевать Египет, куда вскоре переместился центр государства Фатимидов.
В 1148 году норманнский король Сицилии Рожер II с помощью Георгия Антиохийского установил свою власть над всем тунисским берегом. При норманнах в Тунисе были основаны христианские школы и улучшены пути сообщения.
В 1160 году норманны были вытеснены войском марокканского правителя Абд аль-Мумина, который основал в Магрибе династию Альмохадов.
В 1229 году Тунис обособился под властью династии Хафсидов.
В 1270 году Людовик IX Французский предпринял крестовый поход против Туниса, но Хафсиды отразили его натиск. В 1390 году Генуя и Франция организовали крестовый поход против Махдии, которую не смогли захватить.
В 1534 году Тунисом овладели турецкие пираты Хайраддина Барбароссы, но Хафисиды сохранили свою власть с помощью испанцев (Тунисская война). Но в 1574 году династия Хафсидов была низложена турецким пиратом итальянского происхождения Улуджем Али.

## В составе Османской империи
С 1574 г. Тунис находился под властью Османской империи. В 1591 г. главы местных янычарских корпусов заменили султанского наместника своим собственным ставленником, называемым «дейем». С 1704 г. стал относительно независимым вассальным государством.
1705 — начало династии Хусайнидов; правила Тунисом вплоть до 1957 г.
Зависимость Туниса от Османской империи была довольно призрачная. В Тунисе господствовала турецкая милиция, избиравшая своих деев, бывших военными начальниками страны, исполнявших волю своего войска и неохотно слушавшихся Порту. Некоторые гражданские чиновники и их начальник бей-бей назначались, впрочем, Портой. Между деями и беями шла постоянная борьба, пока в начале XVII в. бей Мурад не захватил в свои руки всю власть и не подчинил себе деев. Но и он не хотел признавать зависимости от Порты и добился от последней признания своей власти наследственной. Его потомки Мурадиды царствовали в Тунисе более 100 лет и самостоятельно управляли страной, самостоятельно вели войны с соседями, в особенности с алжирскими деями, не раз должны были признавать свою зависимость от них и платить дань. В 1705 г. в Тунисе после кровопролитной гражданской войны воцарилась новая династия бея Хусайна Бен-Али. Дальнейшая история представляет длинный ряд дворцовых интриг, революций и военных восстаний; тем не менее власть оставалась в руках всё одной династии, и даже большинство беев сохраняло её по многу лет.
Во время Крымской войны по требованию Османской империи Тунис направил в её армию 14-тысячный воинский контингент и 7 кораблей. Тунисцы в составе турецкой армии принимали ограниченное участие в боевых действиях под Батумом и Севастополем, потеряв в общей сложности около 4 тысяч человек (подавляющей частью от болезней и холода). Во время русско-турецкой войны 1877—1878 годов также был собран и подготовлен к отправке на Дунайский театр войны 7-тысячный корпус, но ввиду быстрого окончания войны он даже не покинул пределы Туниса.
Список беев:
- Хусайн Бен-Али (1705),
- Али-паша (1735), Могамет (1756),
- Али-бей (1759),
- Гамуда (1782),
- Отман (1814),
- Махмуд (1814),
- Гуссейн (1824),
- Мустафа (1835),
- Ахмед (1837),
- Могамет (1855),
- Сиди-Могамет-Садок (1859),
- Сиди-Али (1882).

В 1861 г. Тунис принимает первую в арабском мире конституцию.

## В составе Французской колониальной империи (1881—1956)

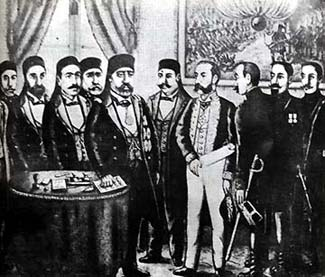
Подписание Бардоского договора во дворце Кассар-Саид 12 мая 1881.

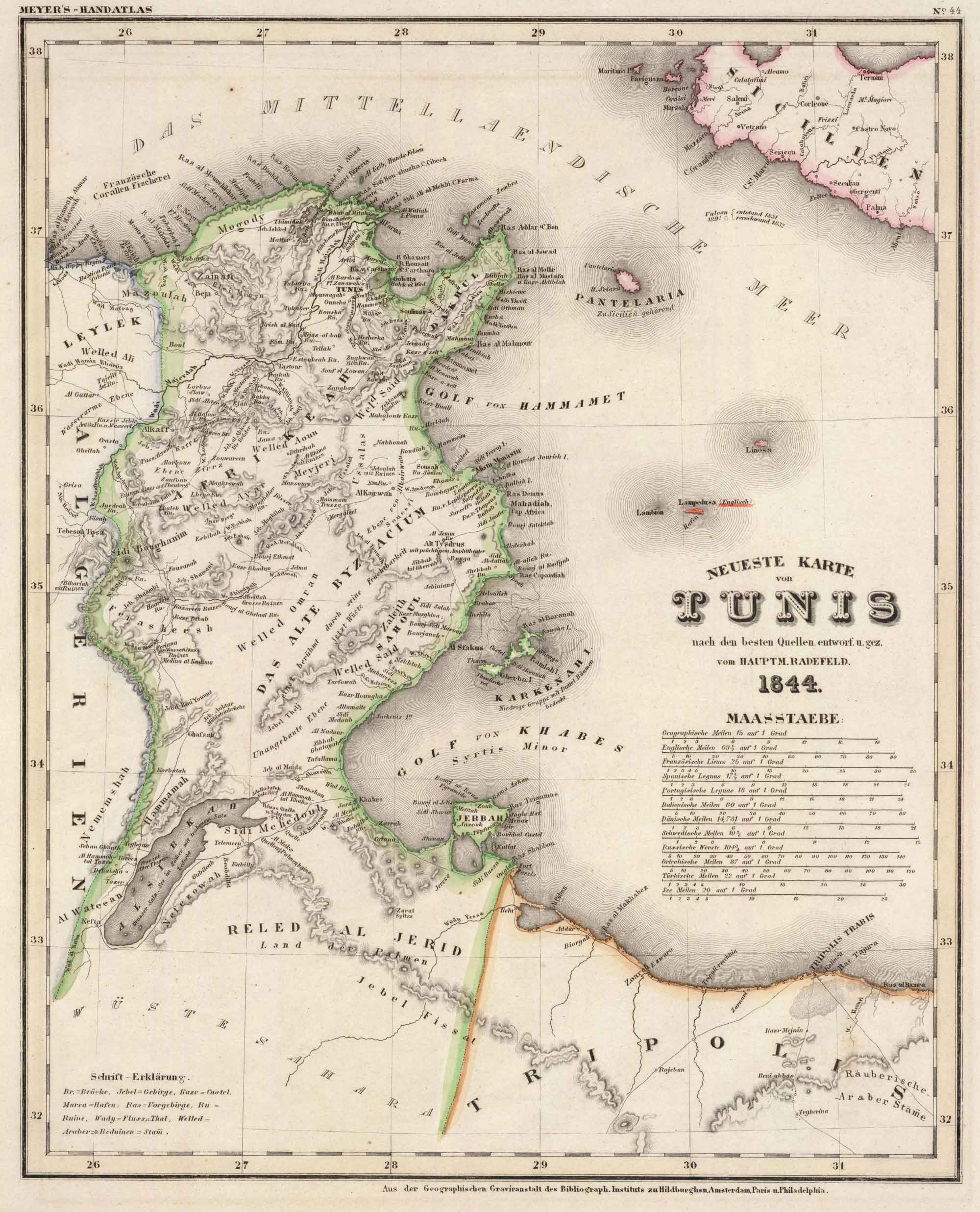
Карта Туниса 1844 года

К 1881 году Франция дипломатическим путём получила согласие великих держав (Великобритании, Германской империи, Российской империи) на захват Туниса (договорённости были достигнуты ещё летом 1878 года во время Берлинского конгресса). В апреле 1881 года французские войска с территории Алжира перешли границу Туниса. Армия бея капитулировала. В мае тунисский бей Мухаммед Ас-Садок подписал продиктованное ему соглашение, установившее протекторат Франции над Тунисом. Франция вывела часть войск, после чего началось восстание, и военные действия продолжались до конца 1881 года.

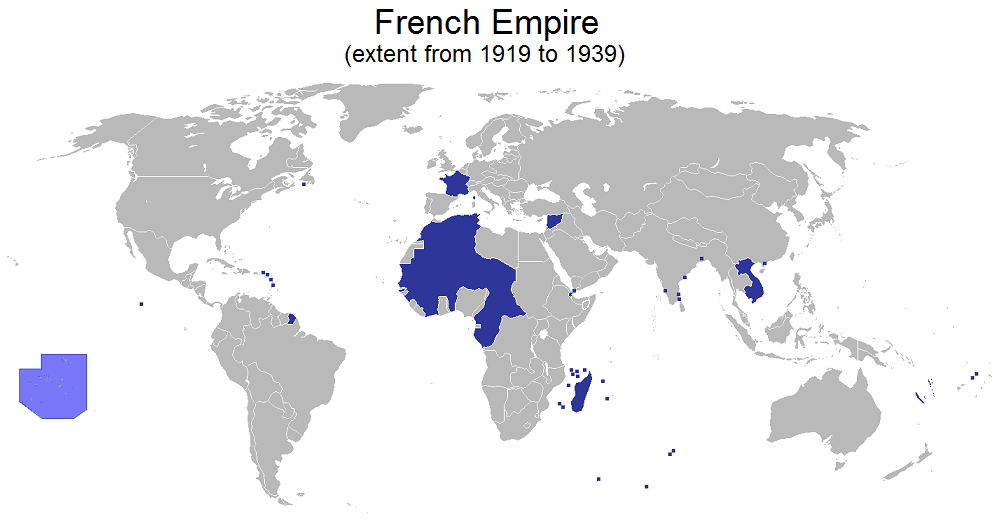
Тунис в составе Французской колониальной империи (1919—1939)

Под протекторатом Франции Тунис имел собственный герб, гимн, государственные деньги и почтовые марки. Параллельно и под номинальным руководством местной родовой аристократии Тунисом управляла французская администрация во главе с губернатором. В Тунисе появляются французские колонисты. Начинается строительство лицеев, железных и шоссейных дорог, портов, банков, предприятий по добыче полезных ископаемых (свинец, фосфорит, железная руда).
В преддверии первой мировой войны Германия и Турция пытались усилить своё влияние в странах французского Магриба, рассчитывая после начала войны поднять там антифранцузское колониальное восстание и тем самым отвлечь в Тунис крупные силы французской армии. Однако после начала войны ведущие религиозные деятели, а также бей и наследный принц Туниса отказались поддержать призыв из Стамбула к священной войне (джихаду) против неверных и призвали мусульманское население к лояльности Франции. В ходе войны во французскую армию было призвано 63 тысячи человек арабского населения Туниса, ещё около 30 тысяч арабов были мобилизованы (частью принудительно) на оборонительные работы во Францию. В ходе войны на фронте погибли около 10,5 тысяч призванных в Тунисе солдат.
Под европейским и турецким влиянием в стране появляются националистические кружки («Молодой Тунис» — арабский вариант младотурок), которые к 1920 году кристаллизовалось в партию Дустур. В 1934 году эта партия раскололась на умеренное и радикальное крыло (Новый Дустур во главе с Хабибом Бургибой).
В начале Второй мировой войны в 1940 году Франция оказалась оккупирована Германией. Таким образом Тунис подчинялся режиму Виши. В 1942 году в Тунисе высадились войска Вермахта, которых спустя полгода заставили капитулировать союзники (см. Тунисская кампания).
|                                                           |                                                                                         |                                                                    |                                        | |
| Отряд британских парашютистов в районе города Беджа, 1942 | Фельдмаршал Эрвин Роммель и подполковник Фриц Байерлейн, после июня 1942 - февраль 1943 | Генерал-полковник фон Арним и генерал фон Ферст в Радесе, май 1943 | Корабли союзников в Сфаксе, весна 1943 | Генерал Де Голль и генерал Маст отдают честь в время исполнения Марсельезы в летнем дворце бея Туниса, июнь 1943 |

После войны, в 1947 году, французское правительство предоставило Тунису автономию и создало местную администрацию в лице тунисского Совета министров.
В 1951 году в стране началась забастовка, которая вызвала репрессии со стороны французских властей.

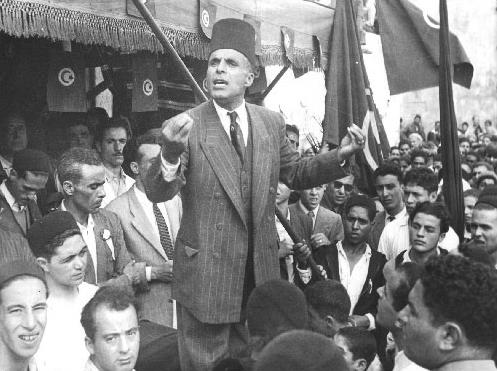
Хабиб Бургиба в Бизерте (1952)

После назначения 13 января 1952 года новым управляющим французской колонии Жана де Отклока и ареста 150 членов партии «Дестур» 18 января 1952 началось вооружённое восстание. После убийства профсоюзного деятеля Фархата Хашеда колониальной экстремистской организацией La Main Rouge («Красная Рука») начались демонстрации, массовые беспорядки, забастовки и саботаж. Франция мобилизовала 70 000 солдат, чтобы взять под контроль тунисские партизанские группы. Только передача Тунису прав автономии французским премьер-министром Пьером Мендес-Франсом 31 июля 1954 года разрешила ситуацию. 3 июля 1955 года премьер-министр Туниса Тахар бен Аммар и французский премьер-министр Эдгар Фор подписали франко-тунисские соглашения. Они были одобрены на конгрессе в Сфаксе партии «Новый дустур» 15 ноября 1955. 20 марта 1956 премьер-министр Туниса Тахар бен Аммар и министр иностранных дел Франции Кристиан Пино подписали Меморандум о взаимопонимании, по которому Франция официально признала независимость Туниса. Но Франция сохранила военную базу в Бизерте. Франция хотела свои силы сосредоточить на Алжире, где обострилась война за независимость, которая длилась с 1954 по 1962 годы.

## Независимый Тунис

### Королевство Тунис
В 1956 году Тунис стал независимым монархическим государством. Главой государства стал бей Мухаммад VIII аль-Амин, вскоре принявший королевский титул.

### Тунисская Республика
25 июля 1957 национальное собрание упразднило монархию и провозгласило Тунис республикой, во главе которой стал Хабиб Бургиба. В первые годы независимости в правящих кругах были сильны позиции панарабизма, и руководство страны всерьёз рассматривало идею создания Арабской Исламской Республики. С начала 60-х в стране установился де-факто однопартийный режим под руководством партии «Неодустур», переименованной в 1964 году в Социалистическую дустуровскую партию.
В 1961 году между Тунисом и Францией произошёл вооружённый конфликт из-за требований Бургибы о немедленном выводе французских войск с базы в Бизерте. В результате начались франко-тунисские переговоры об эвакуации французов из Бизерты и постепенном выводе французских войск с территории базы. Окончательно французский военный флот оставил Бизерту 15 октября 1963 года.
На всеобщих выборах 1 ноября 1981 года все места в парламенте достались правящей Социалистической дустуровской партии, выступающей в коалиции с Всеобщим тунисским объединением труда. Это способствовало объединению и консолидации оставшейся без мест оппозиции.
Кровавое подавление «хлебных бунтов», начавшихся в стране в декабре 1983, дальнейшие гонения на ВТОТ, арест лидера ВТОТ Хабиба Ашура, всё более широкое использование силы для подавления социалистической и исламской оппозиций способствовали падению режима Хабиба Бургиба.
27 сентября 1985 года были разорваны дипломатические отношения с Ливией по причине «антитунисских мер» Муаммара Каддафи, предоставившего убежище ряду тунисских оппозиционеров.

Выборы 2 ноября 1986 года оппозиция бойкотировала в силу ужесточения внутренней политики. Вновь все места в парламенте достались правящей партии.
В мае 1987 года в стране была разгромлена подпольная «хомейнистская» сеть, якобы готовившая государственный переворот.
7 ноября 1987 года в условиях ухудшающегося экономического положения, ужесточения внутренней политики и подъёма воинствующего ислама в стране произошла «Жасминовая революция», когда бессменный президент страны Хабиб Бургиба, склонный к постоянной ротации администраторов, был смещён премьер-министром Бен Али с согласия всех ключевых министров и силовых ведомств. В следующем году были проведены ограниченные реформы, направленные на корректуру самых одиозных решений и тенденций периода правления Бургибы. Руководство страны сумело провести переход от однопартийной системы к формально многопартийной, избежав возможных на таком пути тяжких последствий и не потеряв бразды правления. Страна проводила прозападную политику, борясь с ростом исламского фундаментализма.
В январе 2011 года в результате массовых акций протеста президент Бен Али бежал из страны. События получили название Второй Жасминовой революции и положили начало Арабской весне. Председатель тунисского парламента Фуад Мебаза был провозглашён президентом.
23 октября 2011 г. в Тунисе прошли выборы в Учредительное собрание. В результате голосования победила исламистская «Партия возрождения», получившая 89 из 217 мест. Второе место заняла левоцентристская партия «Республиканский Конгресс» — её представители получили 29 депутатских мандатов, третье место — «Народная петиция» (26 мандатов), четвёртое — партия «Ат-Такаттуль» (20 мандатов). НУС начал свою работу через месяц после выборов, которые завершились 23 октября.
12 декабря 2011 года на выборах президента кандидатуру Монсефа Марзуки поддержали 153 из 217 депутатов Национального учредительного собрания Туниса. Выборы были безальтернативными — крупнейшие фракции предварительно согласовали кандидатуру Марзуки.
В декабре 2014 года президентом был избран Беджи Каид Эс-Себси. Он умер 25 июля 2019 года.
На президентских выборах 2019 года победил Каис Саид.

#### Политический кризис 2021 года
25 июля 2021 года после одного дня уличных протестов против политики исламистской Партии возрождения Каис Саид в выступлении по телевидению объявил о принятом им на основании 80-й статьи Конституции решении «ради спасения Туниса — государства и тунисского народа» отстранить премьер-министра Хишама Машиши от должности и сосредоточить всю исполнительную власть в своих руках, а также приостановить на месяц работу парламента (как уточнил Саид в ответ на уличные манифестации своих сторонников с требованием распустить парламент, Конституция не наделяет его таким правом). Партия возрождения осудила действия президента, назвав их государственным переворотом. Аналитики объясняют события двойным экономическим и санитарным кризисом в стране: на фоне эпидемии COVID-19 (в Тунисе с населением 12 млн человек умерли 18 тысяч, что делает уровень смертности от коронавирусной инфекции здесь одним из наиболее высоких в мире) возник политический кризис из-за противостояния президента Саида со спикером парламента Рашидом Аль-Ганнуши, лидером Партии возрождения.
В сентябре 2021 года Каис Саид объявил о предстоящей реформе Конституции 2014 года и формировании нового правительства..
25 июля 2022 года состоялся референдум по проекту новой конституции, предусматривающей переход Туниса к режиму президентской республики. При явке на уровне чуть выше 30 % избиратели поддержали проект подавляющим большинством (94,6 %). По мнению противников президента Саида, новая конституция наделяет главу государства фактически неограниченными полномочиями и может легко разрушить демократию, возникшую в ходе тунисской революции 2011 года.